# Distrito de Recta
El distrito de Recta es uno de los doce distritos de la Provincia de Bongará, Cuenta con dos anexos poblacionales como son Chuelta y Teata, ubicado en el Departamento de Amazonas,  en el norte del Perú. Limita por el norte y por el este con el distrito de Chisquilla; por el sur con la provincia de Chachapoyas y; por el oeste con el distrito de Jumbilla.

Jerárquicamente, dentro de la Iglesia Católica, pertenece a la Diócesis de Chachapoyas.

## Historia
El distrito fue creado por la Ley N.º 10632 del 20 de julio de 1946, en el gobierno del Presidente José Luis Bustamante y Rivero.

## Geografía
Abarca una extensión de 24,58 km² y tiene una población estimada mayor a 350 habitantes. Su capital es el centro poblado de Recta

## Autoridades

### Municipales
- 2015 - 2018
  - Alcalde: Serafín Mas López, de Obras Por Amazonas.
  - Regidores:

  1. Lenin Mosilot Llaja López (Obras Por Amazonas)
  2. Germer Pilco Alegría (Obras Por Amazonas)
  3. Justiniano Pilco Chuquibala (Obras Por Amazonas)
  4. Elizabeth Rojas de Golac (Obras Por Amazonas)
  5. Euclides Rojas Ángeles (Movimiento Regional Fuerza Amazonense)

### Religiosas
- Obispo de Chachapoyas: Monseñor Emiliano Antonio Cisneros Martínez, OAR. Agustinos recoletos.

## Festividades
- Junio - Recta: San Juan.
- Junio - Teata: San Pedro.
- Agosto - Recta: Santa Rosa de Lima.
- Octubre - Teata: Señor de los Milagros.
- Noviembre - Chuelta: Santo Cristo de Bagazán.
- Diciembre - Recta: Inmaculada Concepción.